# Модесто Валлє
Модесто Валлє (італ. Modesto Valle; 15 березня 1893, Казапінта — 1979) — італійський футболіст, захисник.
Насамперед відомий виступами за клуб «Про Верчеллі», а також національну збірну Італії.
Триразовий чемпіон Італії.

## Клубна кар'єра
У дорослому футболі дебютував 1910 року виступами за команду клубу «Про Верчеллі», кольори якої і захищав протягом усієї своєї кар'єри гравця, що тривала п'ять років. За цей час тричі виборював титул чемпіона Італії.

## Виступи за збірну
1912 року дебютував в офіційних матчах у складі національної збірної Італії. Протягом кар'єри у національній команді, яка тривала усього 3 роки, провів у формі головної команди країни 7 матчів. У складі збірної був учасником футбольного турніру на Олімпійських іграх 1912 року у Стокгольмі.

## Титули і досягнення
- Чемпіон Італії (3):

«Про Верчеллі»: 1910–11, 1911–12, 1912–13